# Операция «Первый дождь»
Операция «Первый дождь» — вооружённое столкновение между Армией обороны Израиля и Хамас. 13 августа 2005 года израильские власти в лице премьер-министра Ариэля Шарона в рамках реализации мирных соглашений осуществили выселение евреев из Гуш-Катифа. Тем не менее, обстрелы Израиля продолжились. Особенно сильному обстрелу подвергся Сдерот.